# Kończyce Wielkie
Kończyce Wielkie is een dorp in de Poolse woiwodschap Silezië. De plaats maakt deel uit van de gemeente Hażlach en telt 1800 inwoners.